# Pseudophisma sinuata
Pseudophisma sinuata là một loài bướm đêm trong họ Noctuidae.